# Cayetano Alberto Silva

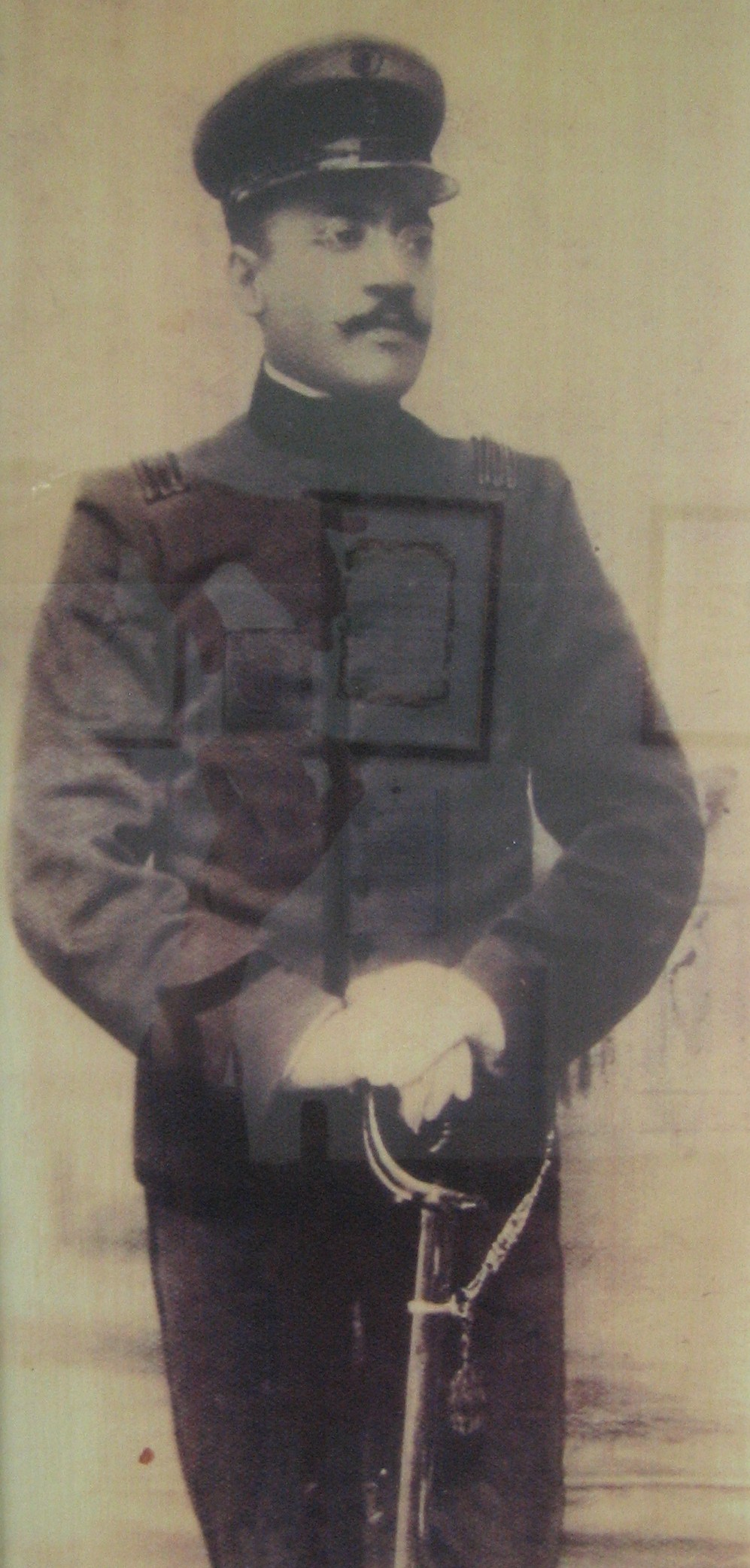
Cayetano Silva

Cayetano Alberto Silva (San Carlos (Uruguay), departement Maldonado, 7 augustus 1868 – Rosario (Argentinië), 12 januari 1920) was een Uruguayaanse componist, dirigent en hoornist.

## Levensloop
Silva kreeg eerste muzieklessen van de dirigent mhr. Rinaldi van de Banda Popular de San Carlos. Vanaf 1879 studeerde hij aan de Escuela de Artes y Oficios in Montevideo. Aan deze school was er ook een harmonieorkest (Banda de Música), dat van Gerardo Grasso gedirigeerd werd. Mhr. Grasso was ter gelijkertijd ook zijn docent voor solfège, hoorn en viool aan deze school. 
In 1888 vertrok hij naar Buenos Aires en werd lid van het orkest aan het Teatro Colón en eveneens docent aan de Escuela de Música. Op 1 februari 1894 vertrok hij naar Rosario (Argentinië) waar hij dirigent werd van de Banda del Regimiento 7 de Infantería. In deze stad huwde hij met Filomena Santanelli, met wie hij samen acht kinderen had. In 1900 schreef hij hier een Rondalla voor de carnaval in 1900. Verder schrijft hij incidentele muziek voor theaterstukken van zijn landgenoot Florencio Sánchez Canillita en Cédulas de San Juan. Met deze werken had hij in Rosario groot succes. 
Op 8 juli 1901 schrijft hij een mars, die hij aan Coronel Pablo Ricchieri, minister van landsverdediging van Argentinië en verantwoordelijk voor de modernisatie van de landmacht van het Argentijnse leger, opdraagt. De minister nom deze toewijding aan, maar deed het verzoek, de mars als San Lorenzo te benoemen, omdat San Lorenzo (Santa Fe) de geboortestad van de minister was en omdat er op 3 februari 1813 en beroemde slag bij het Puerto General San Martín vlak bij San Lorenzo (Santa Fe) plaatsgevonden heeft. Op  30 oktober 1902 ging de mars in première in de buurt van het klooster San Martín in San Lorenzo (Santa Fe). Op die dag werd de mars de officiële mars van de Argentijnse landmacht. Twee dagen later dirigeert de componist zelf een uitvoering van deze mars ter gelegenheid van een onthulling van een monument van General San Martín in San Lorenzo (Santa Fe) in aanwezigheid van de Argentijnse president General Alejo Julio Argentino Roca en van minister Coronel Pablo Ricchieri. 
In Venado Tuerto in het Argentijnse departement General López werd op 9 juli 1961 het harmonieorkest met de naam Banda Municipal "Cayetano A. Silva" opgericht.

## Composities

### Werken voor harmonieorkest
- 1901 San Lorenzo, mars voor mannenkoor en harmonieorkest - tekst: Carlos Javier Benielli
- 1906 Curapaytí, mars
- 22 de Julio, mars
- Anglo Boers, mars
- Rio Negro, mars
- San Genaro, mars
- Tuyutí, mars